# Stora Askegylet
Stora Askegylet är en sjö i Tingsryds kommun i Småland och ingår i Mieåns huvudavrinningsområde.